# Seika Aoyama
Seika Aoyama (jap. 青山聖佳 Aoyama Seika; ur. 1 maja 1996) – japońska lekkoatletka specjalizująca się w biegach sprinterskich.
W 2013 została brązową medalistką mistrzostw świata juniorów młodszych w sztafecie szwedzkiej oraz odpadła podczas tej imprezy w półfinale biegu na 200 metrów.
W 2017 roku brała udział w trzech konkurencjach w ramach mistrzostw Azji, z których przywiozła jeden medal – brązowy w biegu rozstawnym 4 × 400 metrów. W następnej edycji mistrzostw kontynentu wywalczyła brąz w sztafecie 4 × 400 metrów.
Rekord życiowy: bieg na 100 metrów – 11,77 (18 października 2014, Isahaya); bieg na 200 metrów – 23,68 (18 października 2015, Nagoja); bieg na 400 metrów – 52,38 (23 lipca 2020, Osaka).

## Osiągnięcia
| Rok  | Impreza                               | Miejsce     | Konkurencja             | Lokata              | Wynik   |
| ---- | ------------------------------------- | ----------- | ----------------------- | ------------------- | ------- |
| 2013 | Mistrzostwa świata juniorów młodszych | Donieck     | bieg na 200 metrów      | półfinał            | 24,01   |
| 2013 | Mistrzostwa świata juniorów młodszych | Donieck     | sztafeta szwedzka       | 3. miejsce          | 2:07,61 |
| 2015 | Mistrzostwa świata                    | Pekin       | sztafeta 4 × 400 metrów | eliminacje          | 3:28,91 |
| 2017 | Mistrzostwa Azji                      | Bhubaneswar | bieg na 400 metrów      | 7. miejsce          | 55,63   |
| 2017 | Mistrzostwa Azji                      | Bhubaneswar | sztafeta 4 × 100 metrów | 6. miejsce          | 45,40   |
| 2017 | Mistrzostwa Azji                      | Bhubaneswar | sztafeta 4 × 400 metrów | 3. miejsce          | 3:37,74 |
| 2019 | IAAF World Relays                     | Jokohama    | sztafeta 4 × 400 metrów | 7. miejsce(Finał B) | 3:35,12 |
| 2019 | Mistrzostwa Azji                      | Doha        | sztafeta 4 × 400 metrów | 3. miejsce          | 3:34,88 |
| 2019 | Mistrzostwa świata                    | Doha        | sztafeta mieszana       | eliminacje          | 3:18,77 |